# Olověný vrch
Olověný vrch (deutsch Bleiberg) ist ein 802 Meter hoher Berg des Erzgebirges auf dem Territorium der Tschechischen Republik. Er liegt östlich der tschechischen Gemeinde Bublava, unweit der deutsch-tschechischen Grenze bei Klingenthal.

## Geschichte
Der Bleiberg bildet mit dem unmittelbar benachbarten 807 m hohen Eibenberg eine Fortsetzung des Aschbergrückens in südliche Richtung. Aufgebaut ist der gesamte Bergrücken aus kristallinen Schiefern des oberen Vogtlandes. Dieser trennt die beiden Täler von Schwaderbach (westlich) und Silberbach (östlich).
In den Mittelpunkt des touristischen Interesses rückte der Bleiberg erst, als der Verein der Naturfreunde hier am 3. Dezember 1933 das Touristenheim „Bleibergwarte“ eröffnete. Weitgehend in seiner ursprünglichen Gestalt erhalten, lädt die Bergbaude Bleiberg mit ihrer rustikalen Gaststätte seit 1996 wieder zum Besuch ein. Im Winter bestehen meist gute Sportmöglichkeiten durch mehrere Skilifte.

### Entstehung des Namens
Der deutsche Name Bleiberg wurde von den hier vorkommenden Bleierzen abgeleitet. Der tschechische Name Olověný vrch entspricht der deutschen Bezeichnung.

## Aussicht
Die Aussicht vom 16 m hohen Turm wird durch zahlreiche Bäume eingeschränkt und ist hauptsächlich nur in Richtung der Ausläufer des Westerzgebirgskammes um den Aschberg und den Kiel möglich. Am Fuße des Berges sind einige der verstreut liegenden Häuser von Bublava gut zu erkennen.

## Routen zum Gipfel
- Vom Bahnhof Klingenthal rote Markierung über den Körnerberg und Kamerun zum Grenzübergang Aschberg/Bublava, gelb markierter Weg ins Ortszentrum von Bublava, auf der Dorfstraße der roten Markierung bis zum Gasthaus Langer folgen. Hier nach rechts auf blau markiertem Weg bis zum Gipfel (ca. 8 km).
- Vom Bahnhof Kraslice (Graslitz) zum Stadtzentrum, blaue Markierung auf den Höhenzügen des Haus- und Eibenberges östlich von Tisová zum Bleiberg (ca. 5 km).